# Żorż Isabek
Żorż (George) Isabek (pers. ژرژ عیسی‌بک; ur. 9 listopada 1930) – irański bokser, olimpijczyk.
Startował w wadze półśredniej na Letnich Igrzyskach Olimpijskich 1948 (Londyn) i Letnich Igrzyskach Olimpijskich 1952 (Helsinki). W Londynie zmierzył się w pierwszej rundzie z Włochem Alessandrem D’Ottavio, z którym przegrał (został on późniejszym medalistą tych zawodów). W Helsinkach walczył w pierwszej rundzie z Egipcjaninem Fathi Alim Abd ar-Rahmanem, z którym wygrał. W kolejnej fazie zawodów przegrał jednak z Holendrem Moosem Linnemanem.
Przed igrzyskami w 1952 wystąpił w dwóch pojedynkach meczu międzypaństwowego RFN–Iran. Jeden wygrał, jeden zremisował.